# Eureka Mill
Eureka Mill és una concentració de població designada pel cens dels Estats Units a l'estat de Carolina del Sud. Segons el cens del 2000 tenia 1.737 habitants.

## Demografia
Segons el cens del 2000, Eureka Mill tenia 1.737 habitants, 666 habitatges i 464 famílies. La densitat de població era de 496,8 habitants/km².
Dels 666 habitatges en un 33,9% hi vivien nens de menys de 18 anys, en un 39% hi vivien parelles casades, en un 26% dones solteres, i en un 30,2% no eren unitats familiars. En el 26,3% dels habitatges hi vivien persones soles l'11,4% de les quals corresponia a persones de 65 anys o més que vivien soles. El nombre mitjà de persones vivint en cada habitatge era de 2,59 i el nombre mitjà de persones que vivien en cada família era de 3,14.
Per edats la població es repartia de la següent manera: un 28,1% tenia menys de 18 anys, un 10,7% entre 18 i 24, un 29,2% entre 25 i 44, un 19,5% de 45 a 60 i un 12,6% 65 anys o més.
L'edat mediana era de 33 anys. Per cada 100 dones de 18 o més anys hi havia 78,9 homes.
La renda mediana per habitatge era de 29.273 $ i la renda mediana per família de 33.690 $. Els homes tenien una renda mediana de 28.821 $ mentre que les dones 20.385 $. La renda per capita de la població era d'11.809 $. Entorn del 13% de les famílies i el 17,1% de la població estaven per davall del llindar de pobresa.

## Poblacions més properes
El següent diagrama mostra les poblacions més properes.